# Casa al carrer Girona, 36-38 (Cardedeu)
La Casa al carrer Girona, 36-38 és una obra noucentista de Cardedeu (Vallès Oriental) inclosa a l'Inventari del Patrimoni Arquitectònic de Catalunya.

## Descripció
Casa entre mitgeres amb façana de composició simètrica i coberta a dues aigües amb dues portes petites d'entrada als extrems de la façana.
El més significatiu de la façana és el capcer que dona forma a tota l'estructura, amb línies planes als extrems i ovalades al centre, separat per unes pilastres acabades en bola.

## Història
Casa situada al barri de Granada, enfront de l'alqueria Cloèlia. Per l'estil podria ser de l'arquitecte municipal Raspall i feta entre finals dels vint i principis dels trenta, en la seva època de barroquisme acadèmic. No s'ha trobat cap referència a l'arxiu de l'ajuntament.
És probable que fos en origen una casa per treballadors de l'alqueria Cloèlia, ja que la va encarregar Mercè Espinachs, propietària de l'alqueria.